# Castelfidardo
Castelfidardo – miejscowość i gmina we Włoszech, w regionie Marche, w prowincji Ankona. Według danych na styczeń 2010 gminę zamieszkiwało 18 797 osób przy gęstości zaludnienia 574,8 os./1 km².

Castelfidardo słynie z akordeonów. Prawie wszystkie akordeony produkcji włoskiej wytwarzane są w tym mieście. 

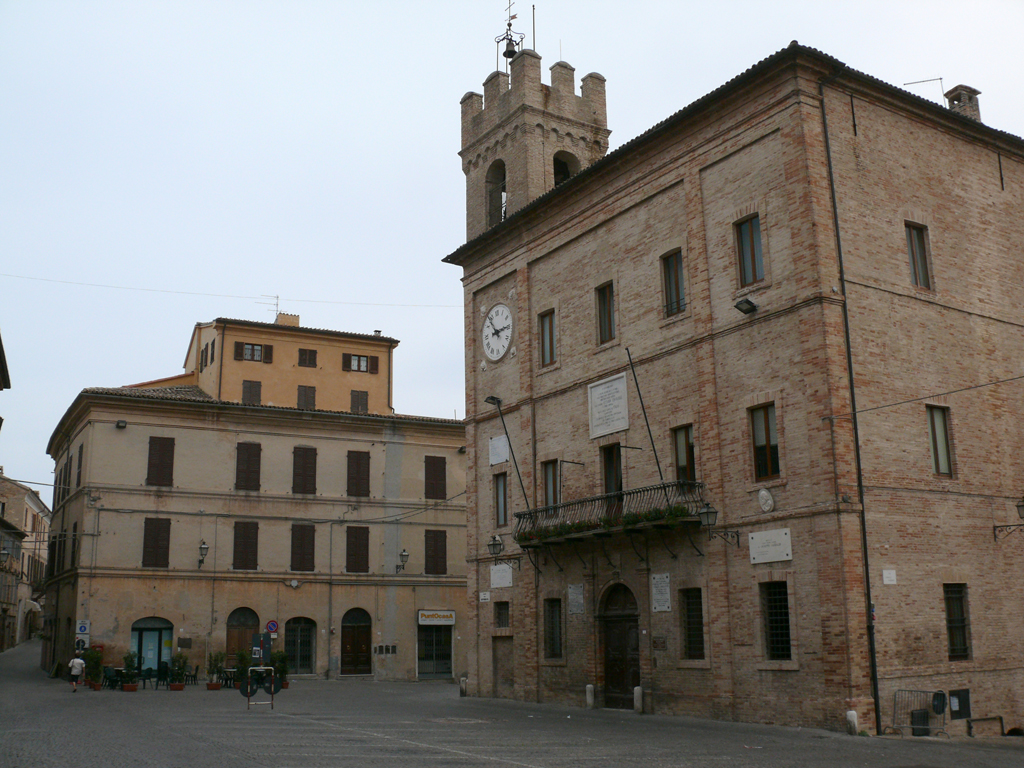
Muzeum akordeonu w Castelfidardo

Znajduje się tam fabryka Paolo Soprani produkująca akordeony od roku 1863 oraz wiele innych firm. Paolo Soprani był osobą, której akordeon zawdzięcza światową popularność.
Oprócz marki Paolo Soprani w Castelfidardo produkowane są akordeony: Victoria, Scandalli, Guerrini, Excelsior, Dino Baffetti, a także Gabanelli, Fisart & Vignoni, Fratelli Alessandrini, Ballone Burini, Giustoni i wiele innych. W Castelfidardo są też manufaktury wytwarzające najwyższej klasy akordeony dla wirtuozów, np. znany Warszawski Kwintet Akordeonowy działający w latach 1961–1994 grał na akordeonach wykonanych na specjalne zamówienie przez firmę Zero Sette z Castelfidardo.

## Miasta partnerskie
- Castelvetro di Modena
- Klingenthal